# Lowndesville
Lowndesville é uma cidade  localizada no estado norte-americano de Carolina do Sul, no Condado de Abbeville.

## Demografia
Segundo o censo norte-americano de 2000, a sua população era de 166 habitantes.
Em 2006, foi estimada uma população de 163, um decréscimo de 3 (-1.8%).

## Geografia
De acordo com o United States Census Bureau tem uma área de
2,0 km², dos quais 2,0 km² cobertos por terra e 0,0 km² cobertos por água. Lowndesville localiza-se a aproximadamente 157 m acima do nível do mar.

## Localidades na vizinhança
O diagrama seguinte representa as localidades num raio de 20 km ao redor de Lowndesville.